# 카르두치-몰리네테역
카르두치-몰리네테 역 (Carducci-Molinette)은 토리노 지하철의 역이다. 2011년 3월 6일 노선 3차 연장 개통으로 문을 열었다. 토리노 도심 남부의 붐비는 상업지구인 니차 로 부근 카르두치 광장 (조수에 카르두치에서 이름을 따온 광장)에 위치해 있다.
카르두치-몰리네테 역에서 토리노 엑스포 센터와 토리노 의료센터로 갈 수 있다.

## 시설
- 매표기
- 장애인 접근시설
- 엘레베이터
- 에스컬레이터
- CCTV 감시카메라